# Conferenza di Cannes
La conferenza di Cannes si tenne dal 6 al 13 gennaio 1922 nei pressi della città francese: là si riunirono i rappresentanti delle potenze vincitrici della prima guerra mondiale coll'obiettivo di riorganizzare le relazioni tra i paesi europei sotto l'egida franco-britannica.
La conferenza fu fortemente voluta dal Primo ministro britannico David Lloyd George e dal Presidente del consiglio francese Aristide Briand per discutere di alcuni problemi urgenti, tra cui l'opportunità di indire una vera e propria conferenza internazionale dove affrontare il tema della ricostruzione economica europea e dell'esigenza di ridurre i pagamenti dei debiti di guerra tedeschi.
In Italia le trattative sono seguite da Benito Mussolini, direttore de Il Popolo d'Italia.